# Graeme Manson

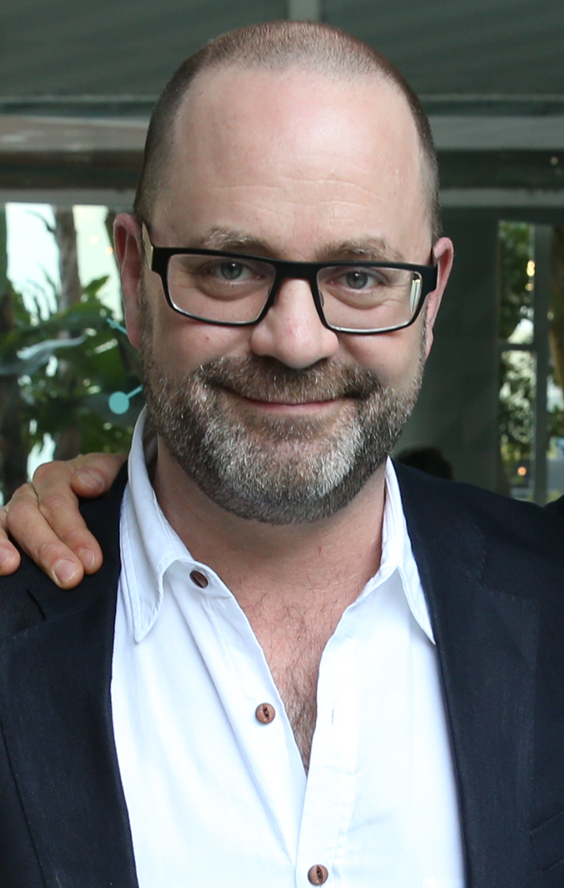
Graeme Manson

Graeme Manson, kanadensisk manusförfattare.

## Filmografi
- Crazy Canucks (TV-film, 2004) (manus tillsammans med Donald Truckey)
- Lucky Girl (TV-film, 2001) (manus tillsammans med John Frizzell och Rob Fresco)
- Cube (1997) (manus tillsammans med Vincenzo Natali och André Bijelic)

## Utmärkelser
- 1998 - Sitges - Catalonian International Film Festival - Bästa film för Cube
- 2002 - Writers Guild of Canada - WGC Award för Lucky Girl